# Pillars of Eternity
Pillars of Eternity (с англ. — «Столпы вечности») — компьютерная ролевая игра, разработанная Obsidian Entertainment и выпущенная издательством Paradox Interactive для Microsoft Windows, OS X и Linux в 2015 году. Игра является идейным наследником игр Baldur’s Gate, Icewind Dale и Planescape: Torment, напоминая их по дизайну и геймплею. Средства на разработку игры были привлечены с помощью краудфандинга на сайте Kickstarter в 2012 году; проект, в то время носивший рабочее название Project Eternity собрал свыше 4 миллионов долларов США, что на тот момент было рекордным для компьютерных игр. Pillars of Eternity использует игровой движок Unity.
Действие Pillars of Eternity происходит в вымышленной вселенной Эора, преимущественно в стране Дирвуд, страдающей от сверхъестественной напасти: дети в Дирвуде появляются на свет «пусторожденными», не имеющими души. Главный герой, попав в начале игры в бурю, обнаруживает у себя талант «Хранителя», способного напрямую связываться с чужими душами и видеть чужие жизни. В течение игры он должен раскрыть свое предназначение и найти путь решения проблемы пусторожденных.
Игра получила очень высокие оценки критики — многие обозреватели особенно высоко оценили детально проработанный мир игры и мастерство сценаристов, а также стратегические сражения. Ряд критиков также утверждал, что Pillars of Eternity является достойным наследником классических игр, которыми вдохновлялась. Pillars of Eternity был присужден ряд наград и премий. В августе 2015 года и феврале 2016 года было двумя частями выпущено загружаемое дополнение — Pillars of Eternity: The White March.

## История разработки
Компания Obsidian Entertainment представила общественности свою новую игру Project Eternity 14 сентября 2012 года, одновременно начав кампанию по сбору средств на Kickstarter. Из анонса игры стало известно, что в разработке участвуют Тим Кейн, Джош Сойер и Крис Авеллон. Заявленная необходимая сумма в 1,1 миллион долларов США была собрана уже на второй день после старта кампании. После этого разработчики начали ставить дополнительные цели, для достижения каждой из которых требовалось, чтобы собранная сумма превысила определённое значение — так, при получении 2,4 миллионов долларов было обещано добавить возможность производства новых предметов в игре, при получении 3,5 миллионов — второй большой город в дополнение к уже запланированному. Этой цели удалось добиться в последние сутки, после чего разработчиками была обозначена заключительная цель — «улучшить игру в целом», для чего требовалось 4 миллиона долларов (эту сумму удалось собрать с учётом пожертвований, полученных через PayPal). В числе других дополнительных целей было включение в игру новых персонажей, доступных для игры рас и классов, сюжетной линии, локаций, снаряжения для главного героя и улучшенной системы создания персонажа, зала искателей приключений (англ. Adventurer's Hall, в котором можно будет добавить в партию созданных игроком персонажей), а также выпуск версий для операционных систем Mac OS X и Linux, в том числе с поддержкой 64-битных версий. Кроме того, в игре существует огромное подземелье Од Нуа, число уровней которого было поставлено в зависимость от числа человек, финансово поддержавших разработку игры (в итоге получилось 15 уровней).
Акция на Kickstarter закончилась 16 октября 2012 года. Всего было собрано 3 986 929 долларов, и ещё 176 279 долларов принёс параллельный сбор средств через PayPal. Таким образом, по количеству собранных средств Project Eternity заняла второе место среди компьютерных игр после Star Citizen, который собрал более 6 миллионов долларов, и третье среди всех проектов на Kickstarter. Выпуск игры, изначально запланированный на весну 2014 года, в декабре 2013 года был перенесён на конец 2014, а затем на начало 2015 года.

## Игровой процесс
По словам разработчиков, Project Eternity — изометрическая партийная ролевая игра «старой школы». Главный герой путешествует по миру игры, выполняя задания для различных группировок, отношения с каждой из которых определяет система репутации. Репутация рассчитывается отдельно для каждой группировки и зависит от действий игрока. Схватки с противниками происходят в реальном времени с возможностью паузы. Героя могут сопровождать до пяти персонажей-спутников, они не только оказывают помощь в бою, но и раскрывают некоторые важные детали сюжета.
В игре присутствует техника рендеринга, похожая на используемую в The Temple of Elemental Evil, где фоном служат пререндеренные 2D-изображения, а персонажи — 3D-объекты.
В игре имеется 6 рас (включая как стандартных для фэнтези эльфов и гномов, так и расы, придуманные разработчиками специально для игры), 11 классов (Авантюрист, Боец, Варвар, Волшебник, Друид, Монах, Паладин, Певчий, Рейнджер, Сайфер, Священник), 8 персонажей, готовых присоединиться к партии (однако партия может частично или даже полностью состоять из созданных игроком персонажей), принадлежащие игроку дом и крепость, два больших города.

### Ролевая система
В Pillars of Eternity используется собственная ролевая система, созданная специально для игры. Важное место в ней отведено навыкам и способностям персонажа, не связанным с боями: нахождение новых путей при перемещении по миру, поиск информации, создание и покупка вещей, обезвреживание ловушек, взаимодействие со спутниками и т. п. Боевые и небоевые навыки персонажа развиваются независимо друг от друга.

### Система заклинаний
Система заклинаний является компромиссом между классической D&D и системой в стиле Dragon Age, где игрок может пользоваться заклинаниями бесконечно, пока у него есть достаточное количество маны. В Pillars of Eternity заклинания среднего и низкого уровня можно произносить бесконечно, а заклинания высокого уровня можно произносить, только если они были заранее записаны в гримуар, который игрок использует на данный момент. Воспользоваться потраченными заклинаниями можно только после длительной задержки. Переключение между гримуарами вне боя свободно, а во время боя также вызовет задержку.

## Сюжет
Действие игры происходит в вымышленном мире Эора, в области под названием Восточный Предел где-то в южном полушарии планеты; согласно руководству к игре, показанный в ней регион по площади примерно равен Испании. В Восточном Пределе сосуществуют несколько государств и народов: Дирвуд — бывшая колония Аэдирской империи, добившаяся независимости в ходе революционной войны; Вайлианские республики — содружество торговых городов-государств, и Редсерас — теократия, управляемая жрецами бога Эотаса.
Мир Pillars of Eternity по технологическому развитию находится на уровне ранней эпохи Возрождения: в игре присутствует огнестрельное оружие, хотя оно является сравнительно новым изобретением, несовершенно и мало распространено. За некоторое время до событий игры в Эоре было совершено научное открытие: души людей и других существ являются не метафизическими абстракциями, но физическими объектами, которые можно измерять, перемещать из одного тела в другое и даже сливать друг с другом. Души являются источником магии; после смерти они, пройдя некие превращения, поселяются в другом теле в ходе реинкарнации. Люди с особым даром — Хранители — могут обращаться к душам напрямую и видеть воспоминания из чужих прошлых жизней. Изучением душ занимаются ученые-анимансеры, которые используют сложные машины для экспериментов с душами; эта деятельность значительно влияет на жизнь в Эоре и вызывает возмущение религиозных общин.

## Критика
| Сводный рейтинг       | Сводный рейтинг          |
| Агрегатор             | Оценка                   |
| --------------------- | ------------------------ |
| GameRankings          | PC: 88,70 % PS4: 86,33 % |
| Metacritic            | 89/100                   |
| Иноязычные издания    |                          |
| Издание               | Оценка                   |
| PC Gamer (US)         | 92/100                   |
| Русскоязычные издания |                          |
| Издание               | Оценка                   |
| «IGN Россия»          | 10/10                    |
| PlayGround.ru         | 8,9/10                   |
| Riot Pixels           | 83 %                     |
| «Игромания»           | 9,0/10                   |
| «Игры Mail.ru»        | 10/10                    |

| Сводный рейтинг | Сводный рейтинг |
| Агрегатор       | Оценка          |
| --------------- | --------------- |
| GameRankings    | 73,82 %         |

Игра получила преимущественно положительные отзывы. На сайте-агрегаторе Metacritic средняя оценка игры составляет 89 из 100 на основе 71 обзора для платформы PC.
Большинство критиков и игроков встретили игру очень тепло, хваля её за отличный отыгрыш, красивый мир, интересные квесты и, что важно для игры с духом «старой школы», — современную механику.
5 сентября 2017 года вышла книга «Кровь, пот и пиксели. Обратная сторона индустрии видеоигр» известного игрового-журналиста Джейсона Шрейера, в которой первой главой идет рассказ о создании данной игры.
Летом 2018 года, благодаря уязвимости в защите Steam Web API, стало известно, что точное количество пользователей сервиса Steam, которые играли в игру хотя бы один раз, составляет 1 275 530 человек.

## Продолжение
В мае 2016 года студия Obsidian поделилась своими планами на продолжение игры. Официально о начале работе над Eternity II: Deadfire было объявлено 26 января 2017 года на специализированной выставке. Вторая часть игры выпущена для Windows, MacOS и Linux 8 мая 2018 года.